# Jacek Pałka
Jacek Pałka (ur. 4 lipca 1967 w Bolesławcu, zm. 24 września 2017) – filozof, bloger i pisarz polski.

## Życiorys
Absolwent Uniwersytetu Śląskiego w Katowicach. W latach 1994–1999 dziennikarz i redaktor naczelny tygodnika „Łużyce” na Dolnym Śląsku. Równolegle, do roku 2007 nauczyciel języka angielskiego w Bolesławcu.
W roku 2002 w serwisie blog.pl zaczął prowadzić blog, zawierający humorystyczne opowiadania i spostrzeżenia dotyczące jego 6-letniego syna. Rok później ukazała się pierwsza książka z tekstami publikowanymi na blogu – Przygody Pana Bazylka, a w ślad za nią dwa kolejne tomy: Bazylek daje sobie radę (2004) i Na kłopoty – Bazylek (2006). Debiutancki tom ozdabiały oryginalne ilustracje autorstwa spółki Zafryki (Piotr Młodożeniec i Marek Sobczyk). Fragmenty książek czytane były na antenie Lata z Radiem przez Artura Barcisia. Prowadził kilka blogów. Jeden z nich (stardog.blog.pl) został wybrany Blogiem Roku 2009 w kategorii Absurdalne i offowe. Rok później kolejny blog jego autorstwa (elka-gra.blog.pl) wywalczył tytuł Bloga Roku 2010 w tej samej kategorii.
Na łamach prasy, m.in. w Gazecie Wyborczej, Przekroju, Newsweeku oraz Wprost publikował artykuły o wychowaniu, partnerskim kontakcie z dzieckiem i nowoczesnym rodzicielstwie. Wielokrotnie gościł w TVN i Polskim Radio biorąc udział w dyskusjach o swoich doświadczeniach i niekonwencjonalnym podejściu do rodzicielstwa.
W roku 2009 na łamach Polityki opublikował relację z przygotowań do Olimpiady Zimowej Vancouver 2010.
Pałka zmarł niespodziewanie 24 września 2017 roku. Został pochowany na cmentarzu komunalnym w Bolesławcu.

## Publikacje
- Przygody Pana Bazylka, Warszawa: Spis Treści, 2003.
- Bazylek daje sobie radę, Warszawa: W.A.B., 2004.
- Na kłopoty – Bazylek, Warszawa: W.A.B., 2006.
- Bazylek daje sobie radę (drugie rozszerzone wydanie), Warszawa: Estymator, 2012.
- DJ Micha znów coś kręci, Warszawa: Estymator, 2013